# Episodi di Lux Video Theatre (quarta stagione)
La quarta stagione della serie televisiva Lux Video Theatre è andata in onda negli Stati Uniti dal 3 settembre 1953 al 24 giugno 1954 sulla CBS.
| nº | Titolo originale                 | Prima TV USA      |
| -- | -------------------------------- | ----------------- |
| 1  | Message in a Bottle              | 3 settembre 1953  |
| 2  | Second Meeting                   | 10 settembre 1953 |
| 3  | Witness for the Prosecution      | 17 settembre 1953 |
| 4  | Return to Alsace                 | 24 settembre 1953 |
| 5  | Anniversary                      | 1º ottobre 1953   |
| 6  | The Moon for Linda               | 8 ottobre 1953    |
| 7  | Guilty Knowledge                 | 15 ottobre 1953   |
| 8  | The Cruel Time                   | 22 ottobre 1953   |
| 9  | The Return of Socko Bernard      | 29 ottobre 1953   |
| 10 | Will Power                       | 5 novembre 1953   |
| 11 | Lady of Suspicion                | 12 novembre 1953  |
| 12 | The Moment of the Rose           | 19 novembre 1953  |
| 13 | Some Call It Love                | 26 novembre 1953  |
| 14 | Three Just Men                   | 10 dicembre 1953  |
| 15 | A Bouquet for Millie             | 17 dicembre 1953  |
| 16 | Call Off the Wedding             | 7 gennaio 1954    |
| 17 | All Dressed in White             | 14 gennaio 1954   |
| 18 | The Bachelor of Grandby Oaks     | 21 gennaio 1954   |
| 19 | A Place in the Sun               | 28 gennaio 1954   |
| 20 | The Small Glass Bottle           | 4 febbraio 1954   |
| 21 | Shall Not Perish                 | 11 febbraio 1954  |
| 22 | Final Round                      | 18 febbraio 1954  |
| 23 | Borrowed Wife                    | 25 febbraio 1954  |
| 24 | Miracle at the Waldorf           | 4 marzo 1954      |
| 25 | Call Me Mrs.                     | 11 marzo 1954     |
| 26 | The Exposure of Michael O'Reilly | 18 marzo 1954     |
| 27 | Spent in Silence                 | 25 marzo 1954     |
| 28 | The Way I Feel                   | 1º aprile 1954    |
| 29 | Pick of the Litter               | 8 aprile 1954     |
| 30 | The Girl Who Couldn't Cry        | 15 aprile 1954    |
| 31 | Gavin's Darling                  | 22 aprile 1954    |
| 32 | A Chair for a Lady               | 29 aprile 1954    |
| 33 | Two Dozen Roses                  | 6 maggio 1954     |
| 34 | The Queen's English              | 13 maggio 1954    |
| 35 | Blind Fury                       | 20 maggio 1954    |
| 36 | I'll Never Love Again            | 27 maggio 1954    |
| 37 | The Outside Witness              | 3 giugno 1954     |
| 38 | Waiting for Onorio               | 10 giugno 1954    |
| 39 | The Pretext                      | 17 giugno 1954    |
| 40 | Perished Leaves                  | 24 giugno 1954    |

## Message in a Bottle
- Prima televisiva: 3 settembre 1953
- Diretto da: Richard Goode
- Scritto da: Gerald Holland

### Trama
- Guest star: Ronald Reagan (Merle Fisher), Maureen O'Sullivan (Agnes Fisher), George MacReady (Cloud), George Pembroke (Bascom), Charles Victor (Gordon), Julie Bennett (Miss Williams), Steve Terrell (Bellboy), Larry Carr (Randolph)

## Second Meeting
- Prima televisiva: 10 settembre 1953
- Diretto da: Buzz Kulik
- Scritto da: Anne Howard Bailey

### Trama
- Guest star: Frank Lovejoy (Clark), Arleen Whelan (Laura), Craig Stevens (Scott), Harry Tyler (Joe Miller), Ralph Brooke (soldato), Paul Power (Chaplain)

## Witness for the Prosecution
- Prima televisiva: 17 settembre 1953
- Diretto da: Richard Goode
- Scritto da: Anne Howard Bailey
- Soggetto di: Agatha Christie

### Trama
- Guest star: Edward G. Robinson (A. J. Mayherne), Andrea King (Romaine Vole/Mrs. Morgan), Tom Drake (Leonard Vole), Leo Curley (pubblico ministero), Thomas Browne Henry (giudice)

## Return to Alsace
- Prima televisiva: 24 settembre 1953
- Diretto da: Buzz Kulik
- Scritto da: Robert Carson

### Trama
- Guest star: Scott Brady (Mark), Suzanne Dalbert (Lisa), Eduard Franz (Emil), Leon Askin (Gustave), Greta Granstedt (Johanna)

## Anniversary
- Prima televisiva: 1º ottobre 1953
- Diretto da: Richard Goode
- Scritto da: Robert Skeley

### Trama
- Guest star: Phyllis Thaxter (Fran), Warner Anderson (Jim), Elisabeth Fraser (Helen), Chick Chandler (George), Grandon Rhodes (dottor Mason), Diana Dawson (infermiera)

## The Moon for Linda
- Prima televisiva: 8 ottobre 1953
- Diretto da: Buzz Kulik
- Scritto da: Joseph Hayes

### Trama
- Guest star: Ruth Hussey (Irene), Barbara Lawrence (Linda), Carl Benton Reid (Jeff), Carleton G. Young (Carlton)

## Guilty Knowledge
- Prima televisiva: 15 ottobre 1953
- Diretto da: Richard Goode
- Scritto da: Elinor Lenz

### Trama
- Guest star: Frances Dee (Louise), Stephen McNally (Harry), Dan Tobin (Paul)

## The Cruel Time
- Prima televisiva: 22 ottobre 1953
- Diretto da: Buzz Kulik
- Scritto da: Frank D. Gilroy

### Trama
- Guest star: Jean-Pierre Aumont (Georges), Nancy Gates (Laurette), John Wengraf (Landau), Marie Windsor (Phyllis)

## The Return of Socko Bernard
- Prima televisiva: 29 ottobre 1953
- Diretto da: Richard P. McDonagh
- Scritto da: Rod Serling

### Trama
- Guest star: Broderick Crawford (Socko Bernard), Irene Hervey (Patricia), James Flavin (Steve), Lyle Talbot (Paul), Selmer Jackson (dottor Allen), Nick Dennis (Tony), Benny Rubin (cameriere), Charles Watts (Wilson)

## Will Power
- Prima televisiva: 5 novembre 1953
- Diretto da: Buzz Kulik
- Scritto da: George Lowther

### Trama
- Guest star: Charles Coburn (Pa Harrington), James Lydon (D. Crockett Weeks), Margaret Field (Emily), Douglas Spencer (Jonas), Don Beddoe (Paul), Nan Boardman (Livia), Arthur Space (Max), Anne O'Neal (Amelia Jennings)

## Lady of Suspicion
- Prima televisiva: 12 novembre 1953
- Diretto da: Richard Goode
- Scritto da: Will La Jolla

### Trama
- Guest star: Edmond O'Brien (Mike Dixon), Faith Domergue (Sue Dawson), Ray Bennett (sceriffo), Sukhy Kang (Laundress)

## The Moment of the Rose
- Prima televisiva: 19 novembre 1953
- Diretto da: Buzz Kulik
- Scritto da: James F. Cook

### Trama
- Guest star: Claude Dauphin (Paul), Patricia Morison (Mrs. Carrington), Beverly Washburn (Jeanne), Stephen DeKassy (Headwaiter), James Craven (Carrington), Mickey Simpson (portiere), George E. Stone (Carl)

## Some Call It Love
- Prima televisiva: 26 novembre 1953
- Diretto da: Peter Godfrey
- Scritto da: Erna Lazarus

### Trama
- Guest star: Gene Raymond, Carole Mathews, Charles McGraw, Kristine Miller, Barbara Knudson

## Three Just Men
- Prima televisiva: 10 dicembre 1953
- Diretto da: Richard Goode
- Scritto da: Elliott Street

### Trama
- Guest star: Steve Cochran (Luke Martens), Jack Lambert (Simmons), John Dierkes (Jeb Bricker), James Best (Clem Wallace), Jeane Wood (Ma), Joyce Lake (Effie)

## A Bouquet for Millie
- Prima televisiva: 17 dicembre 1953
- Diretto da: Richard Goode
- Scritto da: Joseph Cochran

### Trama
- Guest star: Marge Champion (Millie), Gower Champion (Tim), Nana Bryant (nuora), Don Beddoe (giudice), Francis Pierlot (Florist), John Doucette (barista)

## Call Off the Wedding
- Prima televisiva: 7 gennaio 1954
- Diretto da: Richard Goode
- Scritto da: Lois Landauer

### Trama
- Guest star: Joanne Dru (Nancy), Alex Nicol (Hank), Pauline Drake (Winnie), Carol Brewster (Lily)

## All Dressed in White
- Prima televisiva: 14 gennaio 1954
- Diretto da: Buzz Kulik
- Scritto da: Ron Alexander

### Trama
- Guest star: Richard Carlson (John), Phyllis Kirk (Mary), Steve Brodie (Mac)

## The Bachelor of Grandby Oaks
- Prima televisiva: 21 gennaio 1954
- Diretto da: Richard Goode
- Scritto da: Kal Phillips

### Trama
- Guest star: Macdonald Carey (Colby), Nancy Kelly (Sheila), Benson Fong (Alexander), Robert Anderson (Greg), Sheila Bromley (Lucy)

## A Place in the Sun
- Prima televisiva: 28 gennaio 1954
- Diretto da: Buzz Kulik
- Soggetto di: Theodore Dreiser

### Trama
- Guest star: Ann Blyth, Marilyn Erskine, John Derek, Raymond Burr, Regis Toomey, Paul Frees

## The Small Glass Bottle
- Prima televisiva: 4 febbraio 1954
- Diretto da: Richard Goode
- Scritto da: David Hill

### Trama
- Guest star: Miriam Hopkins (Margaret), George Chandler (Fred), Ann Doran (Rose), Selmer Jackson (dottor Curlin)

## Shall Not Perish
- Prima televisiva: 11 febbraio 1954
- Diretto da: Buzz Kulik
- Scritto da: William Faulkner

### Trama
- Guest star: Fay Bainter (Mrs. Grier), Raymond Burr (maggiore Blackstone), Tommy Rettig (Jody), Trevor Bardette (Grier), Dayton Lummis (capitano McLendon), Tom Powers (Minister), Harry Tyler (Willie), Clarence Muse (Albert)

## Final Round
- Prima televisiva: 18 febbraio 1954
- Diretto da: Richard Goode
- Scritto da: Leonard Heideman, Emmett Murphy

### Trama
- Guest star: Richard Benedict (Al), Wendell Corey (Herb), Martha Hyer (Lois), George D. Wallace (Whitey), Joseph Crehan (dottore), William Justine (Commissioner), Larry Chance (Coyle)

## Borrowed Wife
- Prima televisiva: 25 febbraio 1954
- Diretto da: Buzz Kulik
- Scritto da: Mortimer Braus

### Trama
- Guest star: Diana Lynn (Ellen), Lee Bowman (Michael), Kay Baker (Amy), Larry Kerr (Henry), Madge Kennedy (Ma Glover), Howard Negley (Pa Glover)

## Miracle at the Waldorf
- Prima televisiva: 4 marzo 1954
- Diretto da: Richard Goode
- Scritto da: Stanley Paley

### Trama
- Guest star: Paul Lukas (dottor Leitner), Joan Weldon (Patricia Dean), Celia Lovsky (Mrs. Leitner), Chick Chandler (Herb), George Chandler (Hollis), Mary Alan Hokanson (Miss Foster)

## Call Me Mrs.
- Prima televisiva: 11 marzo 1954
- Diretto da: Buzz Kulik
- Scritto da: Eric Hatch, Kate Phillips

### Trama
- Guest star: Laraine Day (Lydia), Hugh Beaumont (George), Kirk Alyn (Bill Waterman), Lela Bliss (Worthy), Kay Stewart (Sally Jackson), James Griffith (Henry Jackson), Jan Kayne (Betty Thompson)

## The Exposure of Michael O'Reilly
- Prima televisiva: 18 marzo 1954
- Diretto da: Richard Goode
- Scritto da: Richard P. McDonagh

### Trama
- Guest star: Victor McLaglen (Michael O'Reilly), Vera Miles (Maureen O'Reilly), Arthur Shields (zio Dan), Roger Face (Joseph Olesker), Helen Mayon (Mrs. O'Reilly), John Patrick (Finnegan)

## Spent in Silence
- Prima televisiva: 25 marzo 1954
- Diretto da: Buzz Kulik
- Scritto da: Jack Jacobs, Malvin Wald

### Trama
- Guest star: John Hudson (Larry), Nancy Olson (Lisa), Wilton Graff (Grant)

## The Way I Feel
- Prima televisiva: 1º aprile 1954
- Diretto da: Richard Goode
- Scritto da: William Kendall Clarke

### Trama
- Guest star: Margaret O'Brien (Elaine), Michael Chapin (George), Michael Morrow (Pete), Mae Clarke (madre), Sydney Mason (padre), Joseph Crehan (dottore), Dwayne Hickman (Charlie)

## Pick of the Litter
- Prima televisiva: 8 aprile 1954
- Diretto da: Buzz Kulik
- Scritto da: Sam Robins

### Trama
- Guest star: Joan Leslie (Vanessa Cook), William Talman (Brad Ringer), Myrna Dell (Cynthia), Billy Chapin (Jeremy), Harry Harvey (Pop)

## The Girl Who Couldn't Cry
- Prima televisiva: 15 aprile 1954
- Diretto da: Richard Goode
- Scritto da: Frederic Manley

### Trama
- Guest star: Gigi Perreau, Phyllis Thaxter, Ellen Corby, Danny Hellman, Mary Bear, William Hudson, Dayton Lummis, Mary Ellen Simmons

## Gavin's Darling
- Prima televisiva: 22 aprile 1954
- Diretto da: Buzz Kulik
- Scritto da: Richard P. McDonagh

### Trama
- Guest star: Herbert Marshall (Enoch Gavin), Barbara Rush (Joyce Gavin), Bart Roberts (Jeff Miller), Norman Rainey (Butler), Jonathan Hole (impiegato dell'hotel), Peggy O'Connor (Airline Clerk)

## A Chair for a Lady
- Prima televisiva: 29 aprile 1954
- Diretto da: Richard Goode
- Scritto da: Paul Slocumb

### Trama
- Guest star: Angela Lansbury (Elsa), Paul Richards (Waldo), Norma Varden (Zia #1), Ellen Corby (Zia #2), Pamela Benson (Linda)

## Two Dozen Roses
- Prima televisiva: 6 maggio 1954
- Diretto da: Buzz Kulik
- Scritto da: Mortimer Braus

### Trama
- Guest star: Janet Gaynor (Eleanor), Frank Wilcox (Stanley), Carol Brennan (Caroline), Tyler MacDuff (Mark)

## The Queen's English
- Prima televisiva: 13 maggio 1954
- Diretto da: Earl Eby
- Scritto da: Joseph Cochran

### Trama
- Guest star: Ann Harding (Henrietta Mekker), Gene Lockhart (Evander Cobb), Erik Rhodes (Purdy), Geraldine Wall (Mildred Cobb), Ted Avery (Anthony Cobb), Pat Priest (Janice), Ken Christie (Wilbur)

## Blind Fury
- Prima televisiva: 20 maggio 1954
- Diretto da: Buzz Kulik
- Scritto da: Agnes Johnston, Frank Daly

### Trama
- Guest star: Dean Jagger (John Straley), Sarah Selby (Mary Straley), Paul Picerni (dottor Murger), Moria Turner (Maureen Drake), Harry Cheshire (Mr. Briggs)

## I'll Never Love Again
- Prima televisiva: 27 maggio 1954
- Diretto da: Richard Goode
- Scritto da: Will La Jolla

### Trama
- Guest star: Suzan Ball (Lee), Richard Long (Nick), John Litel (dottor Robbins), Kathryn Givney (Mrs. Proctor), Ruta Lee (Marian), Frieda Inescort (Mrs. Robbins)

## The Outside Witness
- Prima televisiva: 3 giugno 1954
- Diretto da: Earl Eby
- Scritto da: Alan Campbell, Norman Foster

### Trama
- Guest star: William Bendix, Carolyn Jones, Tristram Coffin, George Chandler

## Waiting for Onorio
- Prima televisiva: 10 giugno 1954
- Diretto da: Richard Goode
- Scritto da: Kate Phillips, Konrad Borcovici

### Trama
- Guest star: Richard Benedict (Libero), J. Carrol Naish (Onorio), Renata Vanni (Peppina), Tito Vuolo (Caccevechia), Norma Jean Nilsson (Lugia), Eleanor Fanie (Francesca)

## The Pretext
- Prima televisiva: 17 giugno 1954
- Diretto da: Buzz Kulik
- Scritto da: Lois Landauer

### Trama
- Guest star: Pat Crowley (Val), John Luiton (Jeff), Lewis Martin (Dean Cunningham), Wilton Graff (professore Cole)

## Perished Leaves
- Prima televisiva: 24 giugno 1954
- Diretto da: Richard Goode
- Scritto da: Emmett Murphy, Leonard Heideman

### Trama
- Guest star: Anne Francis, Faith Domergue, Philip Ober, Dayton Lummis, Maury Hill, Patrick Miller